# Dunning, Skottland
Dunning är en ort i Storbritannien.   Den ligger i kommunen Perth and Kinross och riksdelen Skottland, i den norra delen av landet, 600 km norr om huvudstaden London. Dunning ligger 58 meter över havet och antalet invånare är 955.
Terrängen runt Dunning är kuperad åt sydost, men åt nordväst är den platt. Runt Dunning är det ganska glesbefolkat, med 35 invånare per kvadratkilometer. Närmaste större samhälle är Perth, 13,3 km nordost om Dunning. I omgivningarna runt Dunning växer i huvudsak blandskog.